# 厦门SM城市广场

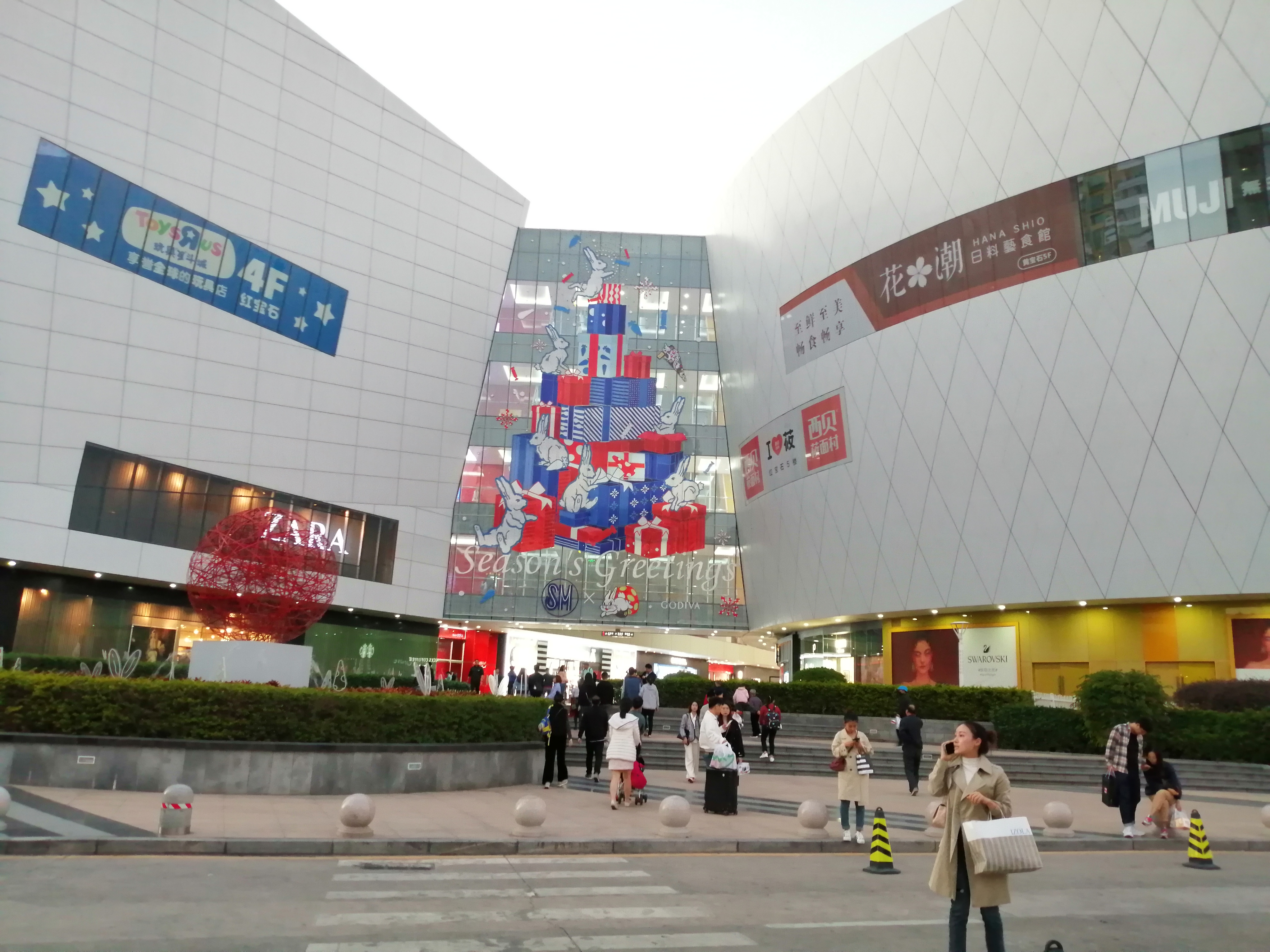
SM新生活广场

厦门SM城市广场是中国大陆首家SM城市广场，位于仙岳路与嘉禾路的交界处。

## 历史
一期于2001年12月13日开业，总用地面积约为13.8万平方米。其百货业务被称为"SM百货". 该中心有一个总楼面面积的126,000名平方米，有超过500家商店，包括本地和国际品牌。
二期于2010年9月25日开业，总用地面积约为6.6万平方米，总楼面面积的110,000平方米。
三期于2022年12月18日开业，总用地面积为33,441平方米，总建筑面积约为168,534平方米，地下室建筑面积约为72,981平方米。
四期总用地面积为41,455平方米，总建筑面积约为25万平方米，总建筑面积（计容）189,701平方米，其中，商业建筑面积20,901平方米，办公建筑面积116,700平方米，停车楼建筑面积50,300平方米，公交场站建筑面积1,800平方米，室外公交场站用地8,200平方米，地下商业建筑面积10,341平方米。

## 接驳交通

### 公交
- SM城市廣場站：941、942、951、952、953、954、996、650、658/夜間、659
- SM城市廣場2站：27、33、40、44、93、109、113、130、133、326路
- 百果山站：24、25、86、103、115、118、126、750、753、756、758、780、859路
- 江頭花園站：86、118、750、753、736、758、780、859路